# Pat Kelly
Pat Kelly (Kingston, 1949 – 16 luglio 2019) è stato un cantante reggae giamaicano. Iniziò la sua carriera nel gruppo The Techniques nel 1966 in piena epoca rocksteady, per poi ottenere successo con la carriera solista a partire dai fine anni sessanta cavalcando l'ondata early reggae traendo molta ispirazione dal soul americano e proponendo diverse cover di artisti del genere.

## Storia
Nato nel 1949 a Kingston, Giamaica, Pat Kelly fu uno dei maggiori esponenti del rocksteady. Con una voce simile a Curtis Mayfield, prese il posto di Slim Smith assieme a Bruce Ruffin e Winston Riley nei the Techniques attorno al 1966. Il gruppo registrò diverse famose cover di musica soul, specialmente dei The Impressions. La nuova formazione dei Techniques debuttò con "You Don't Care", un remake del brano degli Impressions "You'll Want Me Back", che in seguito registrarono con il titolo originale. Seguì "Minstrel & Queen", un altro classico degli Impressions, mentre ottennero altri successi con una serie di hit tra le quali "My Girl" e "Love Is Not A Gamble". Kelly intraprese la carriera solista nel 1968, debuttando con una cover di Curtis Mayfield, "Little Boy Blue". L'esperienza solista durò poco meno di un anno prima che si riunisse con i the Techniques, pubblicando la cover dei The Temptations "I Wish It Would Rain", ed altri brani rocksteady al quale partecipò Hopeton Lewis in alcuni, e Winston Riley in altri. Nel 1969 decise nuovamente di riprendere la carriera solista pubblicando una versione reggae del brano di James Carr "Dark End of the Street", poi "Since You're Gone", ed altri brani tra cui "Then You Can Tell Me Goodbye". Kelly passò di studio in studio registrando del materiale per Bunny Lee e per Lee "Scratch" Perry. Tutte queste registrazioni vendettero bene in Giamaica, nelle isole vicine, e nel Regno Unito, specialmente "How Long Will It Take". Grazie al successo di questo brano l'artista firmò un contratto con la britannica Pama Records dopo un viaggio nel paese europeo, grazie al quale venne pubblicato il primo LP, Pat Kelly Sings. Diverso su materiale venne pubblicato per la sussidiaria della Pama, la Gas Records. Tornato in Giamaica continuà la sua attività e realizzò l'album Cool Breezing (Soulful Love), da una collaborazione con Phil Pratt. Kelly rimase attivo fino al 1978. Quando il reggae cominciò a cambiare da canzoni romantiche a temi più contemporanei, divenendo la forma di espressione delle nuove generazioni, la carriera di Kelly declinò.

## Discografia

### Album in studio
- Pat Kelley Sings (1969) Pama
- Talk About Love (1978) Terminal
- Give Love a Try (1978) Third World
- Youth and Youth (1978) Live & Love
- Lonely Man (1978) Burning Sounds
- Lovers Rock (1979) Third World (with Johnny Clarke and Hortense Ellis)
- One Man Stand (1979) Third World/Puff
- So Proud (1979) Burning Rockers/Chanan-Jah
- Cool Breezing (197?) Sunshot
- Wish It Would Rain (1980) Joe Gibbs
- From Both Sides (1980) Ital
- Sunshine (1980) KG Imperial
- Pat Kelly and Friends (1984) Chanan-Jah
- One In a Million (1984) Sky Note
- Ordinary Man (1987) Body Music
- Cry For You No More (1988) Blue Moon
- Srevol (19??) Ethnic
- Love Songs (Jackpot, KGLP003)

### Raccolte
- The Best of Pat Kelly (1983) Vista Sounds
- Butterflies Sonic Sounds
- Classic Hits of Pat Kelly (1995) Rhino
- Classics (199?) Super Power
- Soulful Love - The Best Of (1997) Trojan (Pat Kelly & Friends)
- The Vintage Series (2000) VP
- Sings Classical Hits Galore Striker Lee